# Чжоу Либо
Чжо́у Либо́ (кит. упр. 周立波, пиньинь Zhōu Lìbō; 1908—1979) — китайский писатель. Лауреат двух Сталинских премий (1951, 1952). Член КПК с 1934 года.

## Биография
Чжоу Либо родился в 1909 (по другим данным, в 1908) году. Учился на экономическом факультете Шанхайского университета. В 1932 году был арестован гоминьдановцами как участник революционного движения и брошен в тюрьму. В 1934 году вступил в Лигу революционных писателей Китая. В 1935 году перешёл через линию фронта в освобождённый район и присоединился к китайской Красной Армии (так называлась в те годы Народно-освободительная армия Китая). В 1937—1945 находился в рядах армии и в столице освобождённого Китая — Яньане. С 1939 года преподавал на литературном факультете Академии литературы и искусства имени Лу Синя в Яньане.
Первые художественные произведения Чжоу Либо появились в 1938 году — рассказ «Старый председатель общества» и «Повести о поле боя». В 1946 году писатель был послан в Маньчжурию для проведения земельной реформы. В результате этой поездки был написан роман «Ураган» (1948), посвящённый аграрным преобразованиям в КНР.
Среди произведений: «Заметки об СССР», «Впечатления о Шаньси-Чахар-Хэбэйском районе», романы «Большие перемены в горной деревне» (1958—1960) о социалистическом переустройстве китайской деревни, «Сталь хлынула» (1955) (в русском переводе «Стальной поток» (1957)), о рабочем классе. Писал рассказы, очерки, критические статьи. Перевёл на китайский язык повесть А. С. Пушкина «Дубровский» и роман М. А. Шолохова «Поднятая целина».

## Премии
- Сталинская премия первой степени (1951) — за участие в качестве литературного консультанта при создании цветной кинокартины «Освобождённый Китай» (1950)
- Сталинская премия третьей степени (1952) — за роман «Ураган» (1948; рус. перевод, 1951)

## Переводы на русский
- Чжоу Ли-бо. Избранное / Пер. под ред. и с предисл. М. Капицы. — М., 1953.
- Стальной поток. — М., 1957.
- Ураган. — М., 1957.
- Большие перемены в горной деревне. — М., 1958, 1962.
- Весна приходит в горы: Роман / Пер. и предисл. В. Н. Кривцова. — М., 1960.